# Mötley Crüe
Mötley Crüe (Мо́тлі Крю, від англ. Motley Crew) — американський рок-гурт, заснований у Лос-Анджелесі у 1981 році композитором і бас-гітаристом Ніккі Сіксом i ударником Томмі Лі. Пізніше до них приєднались гітарист Мік Марс і співак Вінс Ніл. За час існування гурт продав понад 80 мільйонів альбомів. Останній диск гурту Saints of Los Angeles, що вийшов 24 червня 2008, став дев'ятим студійним альбомом ансамблю. У березні 2019 року вийшов фільм про гурт під назвою Бруд (The Dirt) — адаптація їхньої автобіографії-бестселера The Dirt.
Mötley Crüe знані як своїми хітами («Shout at the Devil», «Girls Girls Girls», «Dr. Feelgood»), так і способом життя — члени гурту неодноразово опинялись у центрі різноманітних скандалів, лікувались від алкогольної й наркотичної залежності, потрапляли у в'язницю.

## Дискографія

### Альбоми
| Назва                 | Дата виходу                         | Лейбл            | Позиції в чартах            |
| Too Fast for Love     | 10 листопада, 1981/ 20 серпня, 1982 | Leathür/ Elektra | #77 США                     |
| Shout at the Devil    | 26 вересня 1983                     | Elektra          | #17 США.                    |
| Theatre of Pain       | 21 червня 1985                      | Elektra          | #6 США, #36 Велика Британія |
| Girls, Girls, Girls   | 15 травня, 1987                     | Elektra          | #2 США, #14 Велика Британія |
| Dr. Feelgood          | 1 вересня 1989                      | Elektra          | #1 США, #4 Велика Британія  |
| Mötley Crüe           | 15 травня, 1994                     | Elektra          | #7 США, #17 Велика Британія |
| Generation Swine      | 24 червня, 1997                     | Elektra          | #4 США.                     |
| New Tattoo            | 11 липня, 2000                      | Mötley           | #41 США                     |
| Saints of Los Angeles | 24 червня, 2008                     | Mötley           | #4 США.                     |

### Міні-альбоми
- 1988: Raw Tracks
- 1994: Quaternary

### Живі альбоми
- 1999: Live: Entertainment or Death
- 2006: Carnival of Sins Live

## Відеографія
- Uncensored — 1985
- Dr. Feelgood — The Videos
- Decade of Decadence:1981-1991
- Greatest Video Hits
- Loud as Fuck
- VH1: Behind The Music
- Lewd, Crued & Tattooed (Live DVD)
- Carnival Of Sin: Live
- The Dirt (Confessions of the World's Most Notorious Rock Band) (2009)

## Вплив
Такі гурти як Papa Roach, Buckcherry, Adelitas Way, Linkin Park, Marilyn Manson, Nine Inch Nails, Moby, Murderdolls, Backyard Babies, Private Line, Slipknot, The Living End, Belladonna, Mana, Hardcore Superstar, Vains of Jenna і Black Veil Brides заявляли, що Mötley Crüe вплинули на їхню творчість, окремо згадуючи альбоми Too Fast for Love і Shout at the Devil. Барабанщик Disturbed Майк Венгрена говорив про вплив Томмі Лі на його стиль гри на барабанах. Ранній образ Mötley Crüe, показаний у відеокліпах імітувався безліччю артистів, таких як Bowling for Soup, Beck, Red Hot Chili Peppers, New Order, Aerosmith